# 日根郡
日根郡為過去日本大阪府轄下的郡，已於1896年4月1日與南郡合併為泉南郡。
在1880年實施郡區町村編制法時的轄區包括現在的泉佐野市、泉南市、阪南市、熊取町、田尻町、岬町和貝塚市的西北部小部分地區。

## 歷史
在令制國時代的歸屬曾多次在和泉國和河內國之間變動，直到8世紀之後才固定歸屬於和泉國。
在江戶時代大部分區域為岸和田藩的領地，但也有部分區域為土浦藩、三上藩（吉見藩）、淀藩和幕府直屬的領地。
明治維新後，郡內的幕府領地被納入堺縣的轄區，1871年實施廢藩置縣後，屬於各藩的領地也成為改設後的岸和田縣、吉見縣、淀縣轄區，不過僅半年後的第一次府縣整併中，日根郡全境就全數被整併至堺縣。
1880年實施郡區町村編製法，正式的設置了近代的行政區劃「日根郡」，而郡役所則是和南郡合設於岸和田村的岸和田城（位於現在的岸和田市）。
1881年，由於堺縣被併入大阪府，此後日根郡成為大阪府的轄區至今。

### 沿革

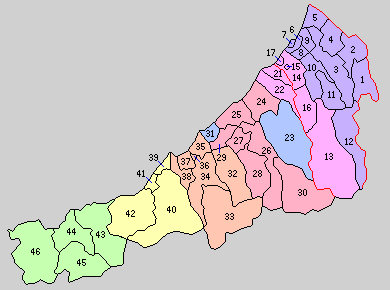
1889年日根郡轄下的行政區劃：
21.北近義村 22.南近義村 23.熊取村 24.北中通村 25.佐野村 26.日根野村 27.長瀧村 28.上之鄉村 29.南中通村 30.大土村 31.田尻村 32.新家村 33.東信達村 34.北信達村 35.西信達村 36.鳴瀧村 37.樽井村 38.雄信達村 39.尾崎村 40.東鳥取村 41.西鳥取村 42.下莊村 43.淡輪村 44.深日村 45.孝子村 46.多奈川村
（桃色：現屬貝塚市、紅色：現屬泉佐野市、橙色：現屬泉南市、黄色：現屬阪南市、綠色：現屬岬町、青：未曾餐與合併、1 - 17屬於南郡）

- 1889年04月1日：實施町村制，日根郡下設北近義村（日语：北近義村）、南近義村（日语：南近義村）、熊取村[2]、北中通村（日语：北中通村）、佐野村、日根野村（日语：日根野村）、長瀧村（日语：長滝 (泉佐野市)）、上之鄉村（日语：上之郷 (泉佐野市)）、南中通村（日语：南中通村）、大土村（日语：大土村）、田尻村[3]、新家村（日语：新家村）、東信達村（日语：東信達村）、北信達村（日语：信達村）、西信達村（日语：西信達村）、鳴瀧村（日语：鳴滝 (泉南市)）、樽井村（日语：樽井）、雄信達村（日语：雄信達村）、尾崎村（日语：尾崎町）、東鳥取村（日语：東鳥取町）、西鳥取村（日语：西鳥取村）、下莊村、淡輪村（日语：淡輪）、深日村（日语：深日）、孝子村（日语：孝子 (岬町)）、多奈川村（日语：多奈川町）。（26村）
- 1896年04月1日：實施郡制（日语：郡制），同時南郡和日根郡被合併為泉南郡。